# دوايت كولينز
دوايت كولينز (بالإنجليزية: Dwight Collins)‏ هو لاعب كرة قدم أمريكية أمريكي، ولد في 23 أغسطس 1961 في روتشستر في الولايات المتحدة.

## وصلات خارجية
- دوايت كولينز على موقع مرجع كرة القدم المحترفة.كوم (الإنجليزية)